# 熊本労働局
熊本労働局（くまもとろうどうきょく）は、熊本県熊本市西区にある日本の都道府県労働局で、熊本県を管轄している。

## 所在地
- 本局 熊本県熊本市西区春日二丁目10番1号 熊本地方合同庁舎9階

かつては熊本市中央区の西嶋三井ビルディング（桜町庁舎）と熊本合同庁舎（二の丸庁舎）に分かれていたが2011年2月に熊本地方合同庁舎へ移転した。

## 組織
局長
- 総務部
  - 総務課、企画室、労働保険徴収室
- 労働基準部
  - 監督課、健康安全課、賃金室、労災補償課
- 職業安定部
  - 職業安定課、需給調整事業室、職業対策課、求職者支援室
- 雇用均等室

## 出先機関
- 労働基準監督署（6署）
  - 熊本労働基準監督署（熊本市中央区）
  - 八代労働基準監督署（八代市）
  - 玉名労働基準監督署（玉名市）
  - 人吉労働基準監督署（人吉市）
  - 天草労働基準監督署（天草市）
  - 菊池労働基準監督署（菊池市）

- 公共職業安定所（ハローワーク、9所1出張所）
  - 熊本公共職業安定所（熊本市中央区）
    - 上益城出張所（上益城郡御船町）

  - 八代公共職業安定所（八代市）
  - 菊池公共職業安定所（菊池市）
  - 玉名公共職業安定所（玉名市）
  - 天草公共職業安定所（天草市）
  - 球磨公共職業安定所（人吉市）
  - 宇城公共職業安定所（宇城市）
  - 阿蘇公共職業安定所（阿蘇市）
  - 水俣公共職業安定所（水俣市）

## 管轄
- 熊本県全域